# 夕方ワイド番組
夕方ワイド番組（ゆうがたワイドばんぐみ）は、日本のテレビ局に於いて、主に平日15 - 19時台頃に放送されている生放送のローカル番組、即ち、夕方のローカルワイド番組の事である。

## 概要
放送時間の主要な視聴者である主婦層をターゲットとしているため、主婦が興味を抱く様に工夫された情報番組となっている。対象とする情報は家事に直結する買い物、料理、天気に関わるものと、より良い生活や家族サービスに関わるグルメ、小旅行、その他の地域情報などである。提供スポンサーは、これらの情報に関わるものの他に家計を預かる主婦に決定権がある場合が多いと見られる子供の教育（予備校や専門学校）や生命保険、医療機関、住宅関係、セカンドカー、ペット関係。更に求人情報誌などもある。その他、帰宅した子供達が見たい様な情報や夕方以降に勤務する飲食店従業員などを対象とした情報を含む事もあり、競争がある地域では番組で扱う情報に差異が見られる事がある。
時と共に参入する局が増えるに連れて、昼間帯から開始される長時間番組も登場し、熾烈な視聴率争いが展開されている地域もある、この影響で、これまで多く存在していた夕方のテレビアニメ枠やテレビドラマ再放送枠が激減する局も増えている。
一部地域では週末のイベント、セール等の告知を行うのに都合が良いことから、情報番組を金曜日のみ編成している局がある。月～木曜日は放送していないので、夕方ワイド番組の範疇には入らないが、そのコンセプトや制作手法は大いに生かされている。

### 夕方ワイド番組の誕生
1983年4月に中部日本放送（現・CBCテレビ）で『夕焼けワイド510』が放送開始。
1987年4月にテレビ埼玉で『常盤6丁目情報局』が放送開始。
1989年10月、中部日本放送で『CBCニュース通り』が放送開始。5時台に30分ずつの情報番組と6時から既存の『CBCニュースワイド』の3番組を合わせた、コンプレックス編成でスタート。翌年の1990年3月にリニューアルして『ミックスパイください』が放送開始となる。
1991年4月には、RKB毎日放送（RKB）で『RKBワイド5』、南日本放送で『5時からテレビ』を放送開始、同年10月には札幌テレビ（STV）の『どさんこワイド120』（現・「どさんこワイド179」）が放送を開始した。それぞれが17～19時の2時間で全国ニュースを挟みながら、ローカルニュース、タウン情報、中継などを折り込み、大学生以下の視聴者層をカットしたスタイルでスタートした。
その後、同種の番組を全国のテレビ局が制作している。主に北海道・東北エリアの日本テレビ系列局が制作した『どさんこワイド』、『ピヨ卵ワイド』（山形放送、1994年4月『ピヨピヨ卵ばくだん』として開始）『ゴジてれ Chu !』（福島中央テレビ、1994年10月『ゴジてれシャトル』として開始）『OH!バンデス』（ミヤギテレビ、1995年4月『宗さんのOH!バンデス』として開始）や『5きげんテレビ』（テレビ岩手、1997年3月『いわて特盛!5きげんテレビ』として開始）が、途中番組名やキャスターの変更を経ながらも長寿番組となっている他、地域によっては夕方ワイド番組による視聴率競争が続いている。

## 主なコーナー
この種の番組の要素は以下の通りである。
1. ニュース（地域ニュース）、スポーツニュース（競技と芸能）
2. 天気予報、交通情報
3. 視聴者からのお便り、視聴者参加企画
4. グルメや観光スポットなどのタウン情報
5. 中継（日替わり）
6. 定点中継（駅前や繁華街から毎日中継）
7. 料理

1～4はほぼ必須の要素であるが、中継は番組制作費との関係で行われない場合がある。7は時間が掛かる為、放送時間が短い局では採用しない。
都市部のテレビ局は芸能ニュース、国内外の一般ニュースを取り上げる番組が増えている。

## 在京キー局発の報道情報番組のネット率増加
在京キー局が17時台に放送する報道番組も勢いを増している。フジテレビは昼のワイドショーから一旦撤退して、関東のみで17時台を開始したが、徐々にネット局を増やしていった。TBSも昼のワイドショーから撤退して、17時台に進出したが、開始当初からネット局は多かった。
フルネットしなくてもローカル枠である14～16時台にローカルワイドを編成して、17時台をキー局発のネット受けにする系列局もある。
制作予算が無いなどの理由により、在京キー局の夕方ワイド番組をネットする局も増えている。参入したものの視聴率の悪化や制作費の都合などで終了、撤退に追い込まれるテレビ局もあり、在京キー局の夕方ニュース番組の関東ローカル枠である17時台を部分ネットする局やフルネットする局も増加した。全民放テレビ局が飛び乗り無しで、17時台の枠を在京キー局からフルネットしている地域もある。
また、ライバル局への対策や予算対策として、冒頭のニュースや芸能ニュースなど部分的に放送している番組もある。『どさんこワイド179』は夕方5時台の冒頭で日本テレビの夕方ワイド番組（『news every.』）を一部放送している。
過去には県内の民放全てで同時間帯に夕方ワイド番組（ローカル時間帯）が横並びとなっていた地域もあったが、近年では前述の通り視聴率の苦戦や制作予算の関係などの上、更には新型コロナウィルスによる放送局経営悪化などが原因で放送時間の縮小・移動（週5日の放送から週1回程の放送へと変更など）・番組は継続するものの17時台・18時台のみへと変更、番組の内包・ワンコーナーと言う形で一部時間帯でキー局のニュース番組の放送する放送局も増えてきている。かつて北海道ではテレビ北海道を除く在道民放テレビ4局が横並びで夕方4時前からワイド番組を編成していたが、その後北海道放送と北海道文化放送では16時台を在京キー局からのネット受けに切り替えている。
夕方ワイド番組に限らず、午前中の帯番組も曜日や放送時間を縮小か終了しキー局の情報番組や通販番組へ変更するなど平日午前中の帯番組にもこう言った現象が発生する。一方、逆に午前中の帯番組を終了させて新たに夕方ワイド番組を開始し、それまで放送していたコーナーや企画、制作スタッフなどを移行・集中させる放送局も存在する。北海道文化放送では『みんテレ』放送開始に際して、午前中に編成していた自社制作番組をフジテレビ『ノンストップ!』のネット受けに切り替えた。
キー局のニュース番組を放送しその後にローカル発の夕方ワイド番組に差し替える局も多く、例として16時台に夕方ワイド番組を放送し、17時台にキー局のニュース番組、もう一つは16時台にキー局のニュース番組を放送し、17時台に夕方ワイド番組に切り替えて、18時前の全国ネット枠をネットし、18:15頃（又は18:10頃）にローカル番組（ニュースコーナーなど）に差し替える局も少なくはない。キー局のニュース番組を全国ネット以外放送しない局もある。
2020年の新型コロナウィルス蔓延下において、番組制作体制を見直したうえで番組構成や出演者の組み換えによって短期間で東京からのネットと自社制作番組の時間配分の見直しを行ったり、大型連休中は番組そのものを休止して、全編を東京からネット受け（一部はローカルニュース・天気予報）に切り替えるケースもさらに増えている。

## 現在放送中の主な夕方ワイド番組
ここでは、概ね主なコーナーで記載した要素を含むものを掲載する。都道府県の並びは日本民間放送連盟の「会員社」に準じ（一部例外あり）、局の配列はデジタル放送のリモコンキーID順とした。
※2025年5月現在。
| 都道府県      | ID | 放送局                        | 番組名                         | 放送時間                                                                          |
| ------------- | -- | ----------------------------- | ------------------------------ | --------------------------------------------------------------------------------- |
| 北海道        | 1  | 北海道放送（HBC）             | 今日ドキッ!                    | 平日 16:50 - 19:00                                                                |
| 北海道        | 5  | 札幌テレビ（STV）             | どさんこワイド179              | 平日 15:48 - 19:00                                                                |
| 北海道        | 6  | 北海道テレビ（HTB）           | イチオシ!!                     | 月曜 - 木曜 15:45 - 19:00 金曜 15:45 - 18:50                                      |
| 北海道        | 8  | 北海道文化放送（UHB）         | みんテレ                       | 平日 16:50 - 19:00                                                                |
| 青森県        | 1  | 青森放送（RAB）               | 1550ニュースレーダーWith       | 平日 15:50 - 16:45                                                                |
| 青森県        | 5  | 青森朝日放送（ABA）           | ハレのちあした                 | 平日 16:20 - 19:00                                                                |
| 青森県        | 6  | 青森テレビ（ATV）             | わっち!!                       | 平日 16:25 - 18:56                                                                |
| 岩手県        | 4  | テレビ岩手（TVI）             | 5きげんテレビ                  | 月曜 - 木曜 16:50 - 17:53 金曜 15:50 - 17:53                                      |
| 岩手県        | 6  | IBC岩手放送（IBC）            | 金YO!瓦BAN                     | 金曜 15:40 - 16:47                                                                |
| 宮城県        | 4  | ミヤギテレビ（MMT）           | OH!バンデス                    | 平日 15:48 - 19:00                                                                |
| 宮城県        | 5  | 東日本放送（khb）             | チャージ!                      | 平日 16:35 - 19:00                                                                |
| 秋田県        | 4  | 秋田放送（ABS）               | えび☆ステ                      | 金曜 15:50 - 16:45                                                                |
| 山形県        | 4  | 山形放送（YBC）               | ピヨ卵ワイド                   | 平日 16:45 - 17:53                                                                |
| 福島県        | 4  | 福島中央テレビ（中テレ、FCT） | ゴジてれ Chu !                 | 平日 15:50 - 19:00                                                                |
| 福島県        | 5  | 福島放送（KFB）               | シェア!                        | 平日 15:48 - 19:00                                                                |
| 関東広域圏    | 7  | テレビ東京（TX）              | よじごじDays                   | 平日 15:40 - 16:54                                                                |
| 東京都        | 9  | TOKYO MX（MX）                | 5時に夢中!                     | 平日 17:00 - 17:59                                                                |
| 埼玉県        | 3  | テレビ埼玉（テレ玉、TVS）     | マチコミ                       | 平日 16:30 - 17:45                                                                |
| 栃木県        | 3  | とちぎテレビ（GYT）           | イブ6プラス                    | 平日 18:00 - 19:00                                                                |
| 山梨県        | 6  | テレビ山梨（UTY）             | スゴろく                       | 平日 16:50 - 18:55                                                                |
| 長野県        | 4  | テレビ信州（TSB）             | ゆうがたGet!every              | 平日 15:50 - 19:00                                                                |
| 長野県        | 5  | 長野朝日放送（abn）           | abnステーション                | 平日 17:33 - 18:55                                                                |
| 新潟県        | 4  | テレビ新潟（TeNY）            | 夕方ワイド新潟一番             | 平日 15:48 - 19:00                                                                |
| 静岡県        | 4  | 静岡第一テレビ（SDT）         | まるごと                       | 平日 18:15 - 19:00                                                                |
| 静岡県        | 5  | 静岡朝日テレビ（SATV）        | とびっきり!しずおか            | 平日 16:40 - 19:00                                                                |
| 静岡県        | 8  | テレビ静岡（SUT）             | ただいま!テレビ                | 平日 16:50 - 19:00                                                                |
| 富山県        | 1  | 北日本放送（KNB）             | いっちゃん☆KNB                 | 平日 15:48 - 18:55                                                                |
| 富山県        | 8  | 富山テレビ（BBT）             | ライブBBT                      | 平日 15:20 - 19:00                                                                |
| 石川県        | 4  | テレビ金沢（KTK）             | となりのテレ金ちゃん           | 月曜 - 木曜 15:53 - 19:00                                                         |
| 石川県        | 4  | テレビ金沢（KTK）             | 花のテレ金ちゃん               | 金曜 15:53 - 19:00                                                                |
| 石川県        | 5  | 北陸朝日放送（HAB）           | ふむふむ                       | 月曜 - 木曜 17:33 - 19:00 金曜 17:33 - 18:45                                      |
| 福井県        | 7  | 福井放送（FBC）               | おじゃまっテレ ワイド&ニュース | 平日 15:50 - 19:00                                                                |
| 中京広域圏    | 1  | 東海テレビ（THK）             | ニュースOne                    | 平日 15:43 - 19:00                                                                |
| 中京広域圏    | 4  | 中京テレビ（CTV）             | キャッチ!                      | 平日 15:48 - 19:00                                                                |
| 中京広域圏    | 5  | CBCテレビ（CBC）              | チャント!                      | 平日 15:49 - 19:00                                                                |
| 中京広域圏    | 6  | 名古屋テレビ（メ〜テレ、NBN） | ドデスカプラス                 | 月曜 15:40 - 18:57 火曜 - 金曜 15:40 - 19:00                                      |
| 三重県        | 7  | 三重テレビ（MTV）             | Mieライブ                      | 平日 17:40 - 18:55                                                                |
| 近畿広域圏    | 4  | 毎日放送（MBS）               | よんチャンTV                   | 平日 15:40 - 19:00                                                                |
| 近畿広域圏    | 6  | 朝日放送テレビ（ABC TV）      | newsおかえり                   | 平日 15:40 - 19:00                                                                |
| 近畿広域圏    | 8  | 関西テレビ（カンテレ、KTV）   | newsランナー                   | 平日 16:45 - 19:00                                                                |
| 近畿広域圏    | 10 | 読売テレビ（ytv）             | かんさい情報ネットten.         | 平日 16:45 - 19:00                                                                |
| 兵庫県        | 3  | サンテレビ（SUN）             | NEWS×情報 キャッチ+            | 月曜 - 木曜 17:20 - 18:00 金曜 17:05 - 18:00                                      |
| 奈良県        | 9  | 奈良テレビ（TVN）             | ゆうドキッ!                    | 平日 17:30 - 18:24                                                                |
| 和歌山県      | 5  | テレビ和歌山（WTV）           | わかラ部                       | 金曜 18:00 - 20:30                                                                |
| 鳥取県 島根県 | 1  | 日本海テレビ（NKT）           | One                            | 平日 15:48 - 19:00                                                                |
| 広島県        | 3  | 中国放送（RCC）               | イマナマ!                      | 平日 15:40 - 18:56                                                                |
| 広島県        | 4  | 広島テレビ（HTV）             | テレビ派                       | 平日 15:48 - 18:55                                                                |
| 広島県        | 5  | 広島ホームテレビ（HOME）      | ピタニュー                     | 月曜 16:40 - 18:45 火曜・木曜 16:40 - 18:56 水曜 16:40 - 19:00 金曜 16:40 - 18:50 |
| 広島県        | 8  | テレビ新広島（TSS）           | TSSライク!                     | 平日 16:50 - 19:00                                                                |
| 山口県        | 3  | テレビ山口（tys）             | mix                            | 平日 16:50 - 19:00                                                                |
| 山口県        | 5  | 山口朝日放送（yab）           | YOU!どきっ                     | 平日 15:55 - 16:48                                                                |
| 岡山県 香川県 | 4  | 西日本放送（RNC）             | every.フライデー               | 金曜 15:50 - 16:38                                                                |
| 岡山県 香川県 | 6  | RSK山陽放送（RSK）            | ライブ5時 いまドキッ!          | 平日 16:50 - 17:50                                                                |
| 岡山県 香川県 | 8  | 岡山放送（OHK）               | ミルンへカモン! なんしょん?    | 平日 15:50 - 16:50                                                                |
| 愛媛県        | 6  | あいテレビ（itv）             | わいワイ!Friday                | 金曜 16:50 - 18:55                                                                |
| 高知県        | 4  | 高知放送（RKC）               | こうちeye                      | 平日 15:50 - 18:55                                                                |
| 徳島県        | 1  | 四国放送（JRT）               | ゴジカル!                      | 平日 16:45 - 17:53                                                                |
| 福岡県        | 4  | RKB毎日放送（RKB）            | タダイマ!                      | 平日 15:40 - 19:00                                                                |
| 福岡県        | 5  | 福岡放送（FBS）               | めんたいワイド                 | 平日 15:48 - 19:00                                                                |
| 福岡県        | 8  | テレビ西日本（TNC）           | 報道ワイド 記者のチカラ        | 平日 16:47 - 19:00                                                                |
| 佐賀県        | 3  | サガテレビ（STS）             | かちかちLIVE                   | 平日 15:15 - 19:00                                                                |
| 長崎県        | 3  | 長崎放送（NBC）               | Pint                           | 平日 16:50 - 19:00                                                                |
| 長崎県        | 8  | テレビ長崎（KTN）             | マルっと!                      | 水曜 - 金曜 16:10 - 16:48                                                         |
| 大分県        | 4  | テレビ大分（TOS）             | ゆ〜わくワイド&News            | 平日 16:50 - 19:00                                                                |
| 大分県        | 5  | 大分朝日放送（OAB）           | もっと!                        | 金曜 15:43 - 18:48                                                                |
| 熊本県        | 4  | 熊本県民テレビ（KKT）         | 金チカっ!                      | 金曜 15:50 - 16:45                                                                |
| 宮崎県        | 3  | テレビ宮崎（UMK）             | 4時どき!                       | 平日（水曜除く） 15:45 - 16:50 水曜 15:45 - 16:35                                 |
| 宮崎県        | 6  | 宮崎放送（MRT）               | Check!                         | 平日 16:50 - 18:55                                                                |
| 鹿児島県      | 1  | 南日本放送（MBC）             | かごよんフライデー             | 金曜 15:49 - 16:50                                                                |
| 鹿児島県      | 5  | 鹿児島放送（KKB）             | News+おやっと!                 | 月曜 17:33 - 18:40 火曜 - 木曜 17:33 - 18:55 金曜 17:33 - 18:45                   |
| 沖縄県        | 5  | 琉球朝日放送（QAB）           | CATCHY                         | 平日 16:15 - 18:55                                                                |